# Жан-Батист Нолен
 Жан-Батист Нолен  (фр. Jean-Baptiste Nolin; *1657—†1708) — французький картограф, гравер  та видавець.

## Життєпис
Жан-Батист Нолен мав звання гравера короля Франції Людовика XIV (1638-1715) та  географа Герцога Орлеанського (1674-1723). Автор“Карти відомого світу” (1708). карта, безумовно, є однією з вершин картографічного мистецтва. Можливо, однією з останніх в старовинному жанрі майстерно і розкішно ілюстрованих карт. Вона прикрашена 6 сценами зі Старого Завіту, півкулі тримають на плечах чотири пори року, в полі карти зображено 6 днів творіння Світу..
Жан-Батист Нолен організував сімейний видавничий бізнес в Парижі на вул. Сен-Жак, де він гравірував та продавав великий асортимент географічних карт. Неодноразово Нолен незаконно користувався «брендовими» клеймами "Гравер Короля" та "Географ герцога Орлеанського". За скаргою Гійома Деліля (1675-1726; французький географ, картограф, член Паризької АН) Нолен був звинувачений та засуджений за плагіат (і незаконне використання товарних знаків). Однак бізнесу цей непривабливий факт не завадив зовсім – сімейна фірма продовжувала процвітати. Процвітала і після смерті батька-засновника. Багато карт Нолена  створено на основі робіт Вінченцо Марія Коронеллі (1650-1718), а також на роботах французького географа Jean Nicolas Du Tralage (?-1699)..

## Карти України
1700 р. Карта -  “Le Globe Terreste” (Земна куля; 1700 р.). Карта є однією з вершин картографічного мистецтва. Можливо, однією з останніх в старовинному жанрі майстерно і розкішно ілюстрованих карт. Вона прикрашена 6 сценами зі Старого Завіту, півкулі тримають на плечах чотири пори року, в полі карти зображено 6 днів творіння Світу..
1704 р. у Лондоні видає мапу “L'Europe Dressee Sur les Nouvelles observations faites en toutes les parties de la Terre Rectifiee…” (Європа…). Серед українських регіонів позначено Поділля (Podolie) та Волинь (Volhinie). Напис Поділля (Podolie) зустрічається на мапі два рази: перший – біля Кам’янця, другий – вздовж Дністра (на Правобережжі, майже до гирла річки). Середня Наддніпрянщина (Правобережна та Лівобережна) позначена як Vkranie ou Pays des Cosaqyes (Україна або Земля (Країна) Козаків). Слобожанщина позначена як OCRAINA.Карта неодноразово перевидавалася, зокрема, в 1740 р. його сином, Жаном-Батистом Ноленом II у Парижі. Мапа Жана-Батиста Нолена II є витвором мистецтва. .
1708 р. – мапа “Carte de la Russie en Europe” (Карта Росії в Європі). Лівобережна Україна позначена як Ukraine..

## Галерея

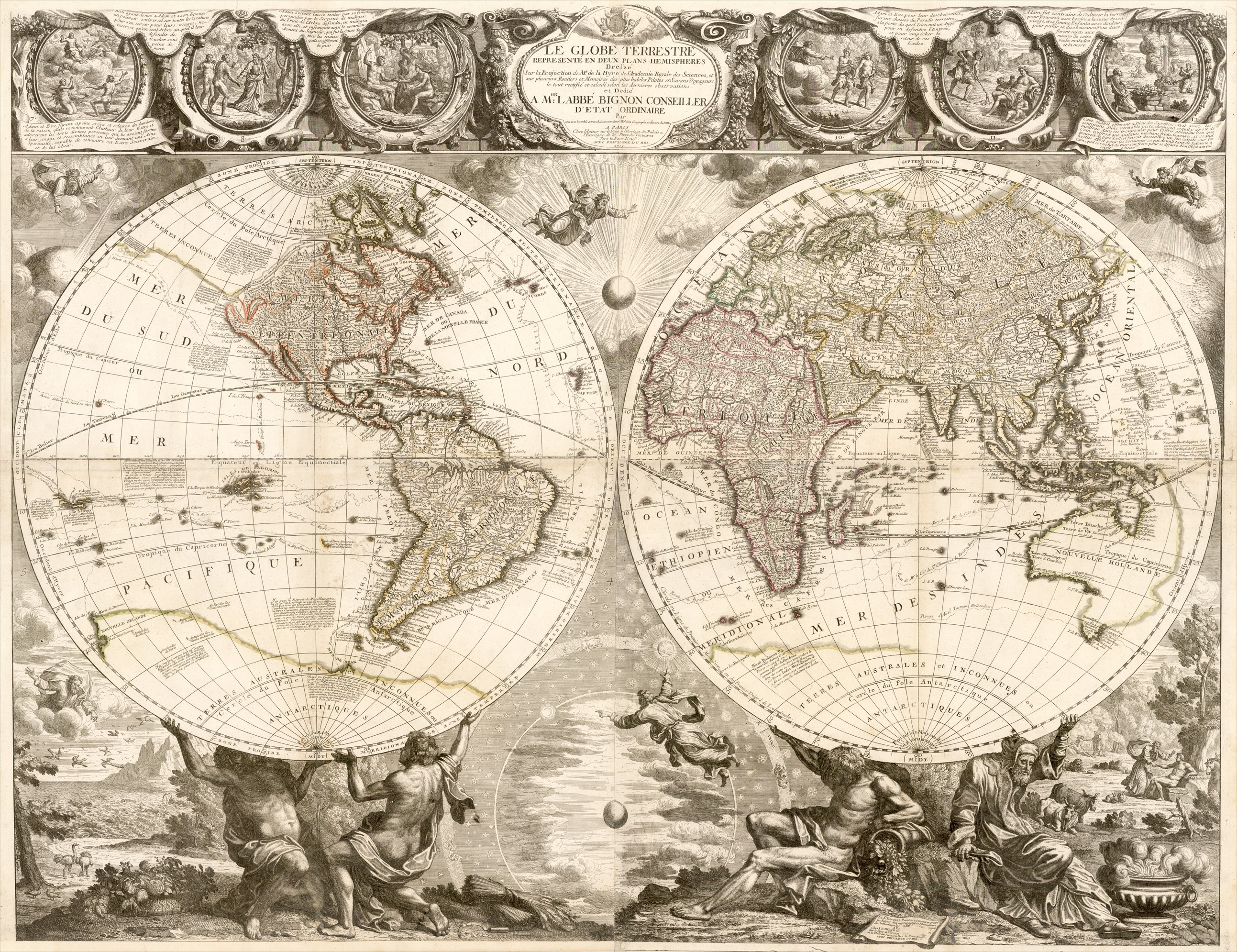
Le Globe Terreste
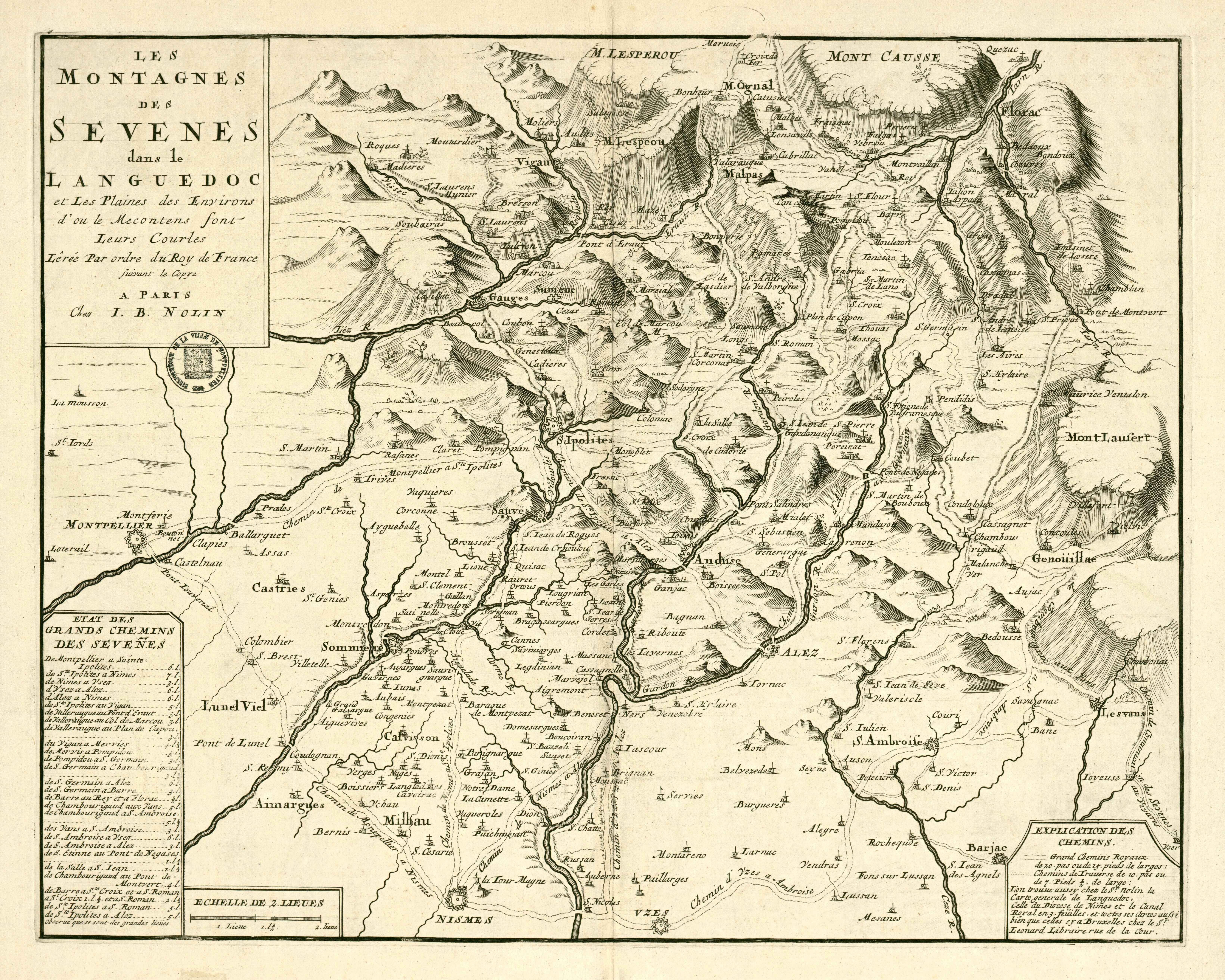
Les Montagnes des Sevenes dans le Languedoc
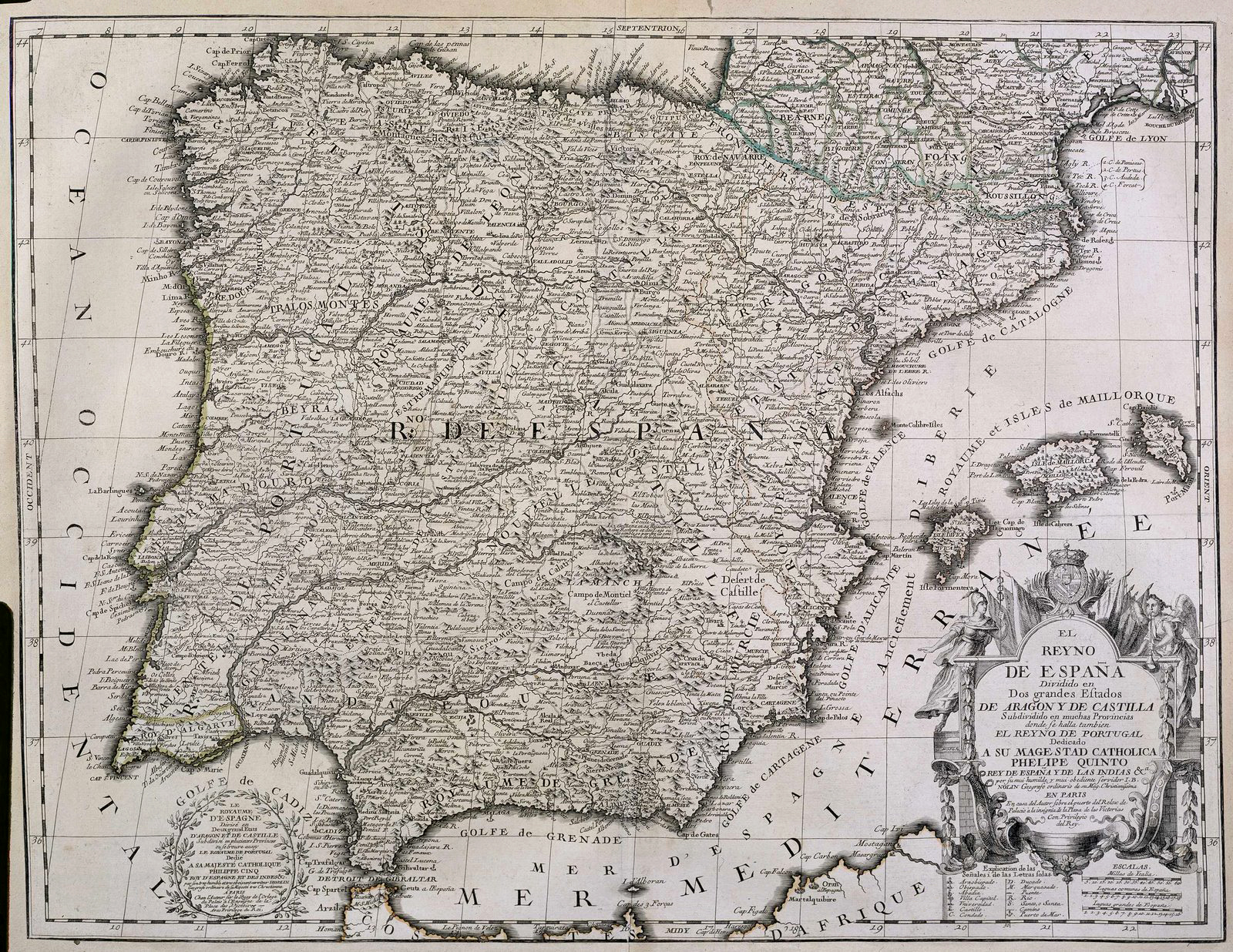
El Reyno de España
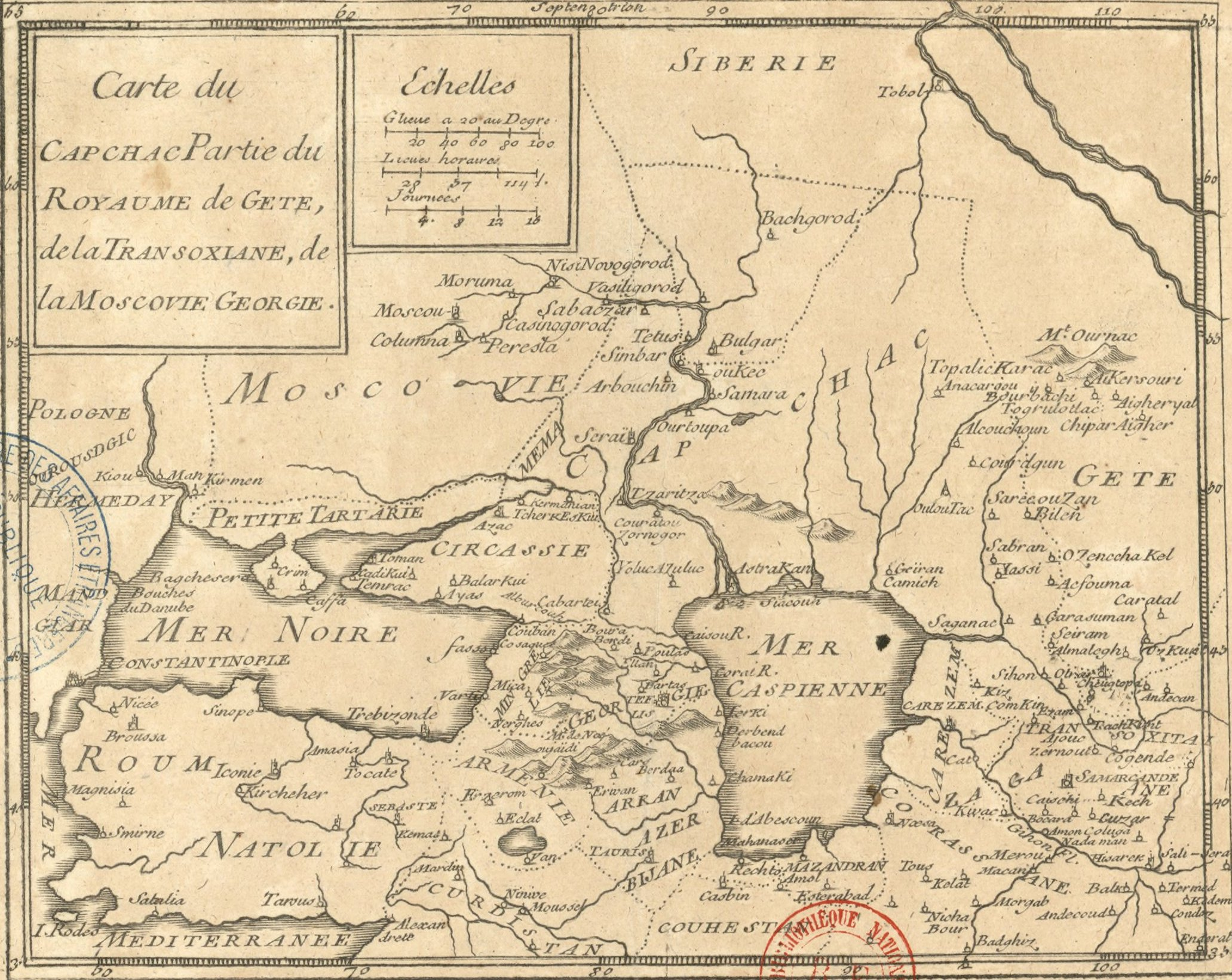
Carte du Capchac Partie du Royaume de Gete